# ويليام هنت (مؤرخ المسيحية)
ويليام هنت (بالإنجليزية: William Hunt)‏ (و. 1842 – 1931 م) هو مؤرخ المسيحية، ومختص في الدراسات القروسطية ‏، ومؤرخ من المملكة المتحدة، والمملكة المتحدة لبريطانيا العظمى وأيرلندا، توفي عن عمر يناهز 89 عاماً.

## التعليم
تعلم في مدرسة هرو، وتعلم في كلية الثالوث الأقدس
.